# Баллиф, Клод
Клод Баллиф (фр. Claude Ballif, 22 мая 1924, Париж — 24 июля 2004, Сен-Дизье) — французский композитор.

## Биография
Клод Баллиф родился в семье военного, его мать происходила из семьи кузнецов. Клод был пятым ребёнок из десяти братьев и сестер.
Клод Баллиф рос в культурной среде: он был племянником эллиниста Андре-Жана Фестужьера.
Баллиф начал обучение музыке в возрасте шести лет со знакомства с игрой на скрипке. Среди его первых музыкальных впечатлений — три экосеза Шопена и Прелюдия к «Послеполуденному отдыху фавна» Дебюсси (записи этих произведений были у Баллифа дома). В возрасте 13 лет Баллиф переезжает с отцом на Мадагаскар. В 1940 году он возвращается в Бордо, а через два года, в возрасте 18 лет, поступает в консерваторию. Вначале родители не поддерживают профессиональный выбор сына, но в конечном итоге принимают его.
Спустя два года после создания своего первого композиторского опуса «Candres» двадцатичетырехлетний Баллиф поступает в Национальную консерваторию музыки в Париже, где учится у Оливье Мессиана и Тони Обена. Однако независимый характер побуждает его покинуть престижное учебное заведение ещё до получения диплома.
В 28 лет Баллиф встречет Фреда Голдбека, который предлагает ему подать заявку на стипендию DAAD для завершения учёбы в Берлинской консерватории. Стипендию Баллиф получает уже на тридцатом году жизни. В этот период он заканчивает «Введение в метатональность» («L’introduction à la métatonalité»). В возрасте 31 года он — выпускник Берлинской консерватории по композиции, Среди его педагогов — Борис Блахер и Йозеф Руфер. В том же году Баллиф получает первую премию за композицию «Lovecraft» и первый струнный квартет на международном конкурсе в Женеве. Со следующего года он начинает посещать летние курсы в Дармштадте, где учится у Джона Кейджа, Пьера Булеза, Луиджи Ноно, Лучано Берио и Карлхайнца Штокхаузена в течение трех лет.
Баллиф знакомится с философом Жаном Валем и начинает читать цикл лекций в Философском колледже. В 1959 году он присоединяется к Музыкальной исследовательской группе (GRM) под руководством Пьера Шеффера, Там он знакомится с Яннисом Ксенакисом, Франсуа Бейлем, Иво Малеком и Бернаром Пармеджани и записывает «Etudes au ressort» и «Points-Mouvement». В этот же период он начинает работу над первыми «Сольфеджиетти» и получает пост профессора истории музыки и анализа в École Normale de Musique. После женитьбы он покидает исследовательскую группу, а два года спустя получает назначение в консерваторию Реймса.
В 1968 году он знакомится с Иваном Вышнеградским. Оба композитора экспериментируют с микроинтервалами и с четвертитонами. Баллиф посвящает Вышнеградскому специальный выпуск «La Revue Musicale». В это же время он публикует свою работу о Берлиозе. Баллиф получает пост профессора истории музыки в Университете Венсен, где также преподает его друг, музыковед и философ Даниэль Шарль, но вскоре покидает университет.
В 1971 году в возрасте 47 лет он назначен профессором анализа в Национальной консерватории музыки в Париже. Три года спустя Баллиф получает премию Онеггера за свою «Мистическую симфонию» (ораторию) «Жизнь грядущего мира». В возрасте 52 лет он начинает работать приглашенным преподавателем композиции в самых престижных университетах мира (Гарвард, Пекин и др.).
В 58 лет он назначен адъюнкт-профессором композиции в Национальной консерватории музыки в Париже, где служит до выхода на пенсию в возрасте 66 лет. В этот же период он — «композитор лета» на Festival estival de Paris. В 1990 году, после ухода из парижской консерватории, Баллеф — по приглашению Жозефа-Франсуа Кремера, открывает класс композиции и анализа в консерватории Севран., где проработает в течение 10 лет. Затем, возрасте 77 лет, в 2000 году он принимает на себя управление музыкальным факультетом в Венесуеле, по приглашению правительства Венесуэлы. Там он создаем свой четвёртый симфонический концерт для флейты с оркестром (по заказу оркестра Симона Боливара, Каракас) «Un delirium de mazes». Баллеф скончался от рака в 2004 и похоронен в Пуассон.
Последнее симфоническое сочинение «Au Clair de la lune bleue» завершено в 2006 году, после смерти композитора.

## Творчество
Композиторское письмо Клода Баллифа — результат умелого сочетания расширенной тональности (как, например, у Бартока) и индивидуально трактованного сериализма. Сам композитор называет эту систему «метатональностью» (métatonalité), которая дает возможность свободно использовать и комбинировать основные гармонические системы письма (тональные, модальные, серийные). Эта система также позволяет использовать микроинтервалы и служит эффективным методом анализа.
Почти двадцать лет Баллиф преподавал анализ и композицию в Высшей национальной консерватории музыки в Париже, что оказало влияние на его композиторский стиль. Метатональность Баллифа — это теория, которая охватывает тональность, допуская серийное письмо. Для композитора, его метатональность не является атональной системой, так как чистая атональность возможна только в теории, потому что на практике человеческий мозг всегда пытается расставить приоритеты в том, что он так или иначе воспринимает. По Баллифу, для понимания движения необходимо, чтобы была точка отсчета, хотя бы временная. В тональной системе это тоника, в большинстве модальных музыкальных произведений это бурдон или финальная остановка, в метатональности это ориентир «orient» (справочное примечание). Этот ориентир может временно «утонуть» — как это бывает, например, у Дебюсси.
Кроме метатональности, в центре его размышлений находится звуковая материя: процессу сочинения у Баллифа предшествует формальное обдумывание композиции. В конечном же итоге, слышание музыки направляют его в процессе сочинения. Тогда любой звук может стать поводом для музыки. (см., в частности, его работу по перкуссии).
Творческий процесс Баллифа представляет собой сочетание рационального начала, которое руководит созданием формы, и дионисийского начала, которое наполняет эту форму. Последнее связано со слышанием музыки — инструментом поэтического звука. Формообразование вполне может видоизменяться под влиянием этого слышания.
Его концепция композитора как сочителя, собирателя «целого» раскрывается в центральной работе «Économie musicale», опубликованной в 1992 году в сборнике «Музыкология» под руководством Жозефа-Франсуа Кремера. Баллиф определяет свою музыку, прежде всего, как религиозную. Его ученики видят в нём отца нового поколения музыкантов, — после Рамо и Мессиана.

## Каталог
- 1945, Préludes pour une main aimée, pour piano.
- 1946, Cendres, op.1, pour trois groupes de percussions.
- 1945—1948, Le cortège d’Orphée, op1b, pour soprano lyrique (ou baryton) & piano, Poèmes de Guillaume Apollinaire.
- 1948, Quatre mélodies sur des poèmes d'Henri Michaux, op.1c, pour soprano & piano [1. L’Oiseau qui s’efface; 2. Repos dans le malheur; 3. Deux peupliers; 4. Il est venu].
- 1949, Apparitions, op.2, pour mezzo-soprano & piano, poèmes de Henri Michaux [1. Apparition; 2. Dans les limbes lumineuses; 3. Extérieurs; 4. Les inachevés; 5. Marchand; 6. Dans l’attente; 7. Œil].
- 1949, Chanson bas, op.3, pour soprano & piano, poèmes de Stéphane Mallarmé [1. Le cantonnier; 2. Le marchand d’ail et d’oignons; 3. La femme de l’ouvrier; 4. Le vitrier; 5. Le crieur d’imprimés; 6. La marchande d’habits].
- 1950, Sports et divertissements: Orchestration d’après l'œuvre pour piano d'Erik Satie.
- 1951—1977 Minuit pour les géants, op.4 (revue en 1977), pour mezzo-soprano (ou baryton) & piano; poème de Tristan Tzara.
- 1951—1995, Notes et menottes, pour piano [vol. I: «À mes enfants, chantez votre existence sur toutes les gammes» (1979); Vol. II «Libres exercices de classe à deux voix sur une gamme donnée à 11 sons» (1949—1950); vol. III (1992); vol. IV (1995).
- 1952, Quintette de cuivres, op.9, pour trompette piccolo, trompette, cor, trombone & tuba.
- 1952, Trio d’anches, op.8, pour hautbois, clarinette & basson.
- 1952, Quatre antiennes à la sainte Vierge, op.7, pour six voix solistes (S1, S2, A, HC, T, B) & ensemble instrumental (16 musiciens) [I. Alma redemptoris mater; II. Ave Regina; III. Regina Coeli ; IV Salve Regina].
- 1953, Quintette à vent, op.10, pour flute, hautbois, clarinette, basson.
- 1955, Diableries, op.12b, p. 1955), pour piano.
- 1955, Lovecraft, pour orchestre, op. 13 (d’après la Couleur tombée du ciel, de Lovecraft).
- 1955, Quatuor à cordes, n°1, op.12, pour deux violons, alto, violoncelle.
- 1956, Sonates pour orgue, op.14 (1. La folie de la croix; 2. Ce beau poisson d’amour qu’est Jésus mon sauveur; 3. L’agneau de dieu; 4. Ô doux et bon pélican).
- 1956, Musik im Mirabel, op.15, pour soprano & piano, poèmes de Georg Trakl (1. Musik im Mirabel; 2. Der Schlaf; 3. Zu Abend mein Herz; 4. Nahe des Todes; 5. In ein altes Stammbuch; 6. Sommer).
- 1956, Trio à cordes, n°1 op.16, pour violon, alto, violoncelle.
- 1957, Fantasio op.21a, pour orchestre (4.4.4.4 — 4.4.4.0 — hpe.pno.3 timb.5 perc. — cordes).
- 1957, Retrouver la parole, op.33, Cantate pour chœur a six voix solistes & ensemble instrumental, poèmes de Roger Giroux.
- 1957, Sonate n°2 op.19, pour piano.
- 1958, Quatuor à cordes, n°2 op.22, pour deux violons, alto, violoncelle.
- 1958, Quintette, op.24, pour flute et quatuor a cordes, ou flute, hautbois & trio a cordes.
- 1959, Quatuor à cordes, n°3 op.30, pour deux violons, alto, violoncelle.
- 1959, Sonate, n°3 op.29, pour piano.
- 1959, Trio à cordes, n°2 op.28, pour violon, alto, violoncelle.
- 1959—1965, Ceci et celà, op.26 (1959—1965) Premier concert à huit pour flûte, hautbois, clarinette, basson, cor, trompette, trombone, tuba & orchestre et la mémoire d’Hermann Scherchen [3 (I, II, III+picc.).3.3 (I, II+cl. picc., III+cl.b.). 3 (+2 saxh.) — 4.4.4 (III+b., IV+cb.). 2 — 12 perc. 4 org. 9.9.6.4.4].
- 1960, Canzone à 8 (in primi toni), orchestration pour deux orchestres de «Canzone otta vitoni» de Giovanni Gabrieli).
- 1960, Quatuor, op.34, pour basson, deux violons, alto & violoncelle.
- 1960, Sonate, n°4 op. 31, pour piano.
- 1960, Vitrine (1960) pour six musiciens (cl., cb., cbn, trb., cel., hpe).
- 1961, Solfeggietto, op.36 n°1, pour flute.
- 1961, Solfeggietto, op.36 n°2, pour cor anglais.
- 1961, Trio, n°1 op.35, pour flute, basson & harpe.
- 1961, Trio, n°2 op.35, pour flute, hautbois & violoncelle (constitue avec le Trio, n°3 op.35,— un double trio).
- 1961, Trio, n°3 op.35, pour violon, clarinette & cor (constitue avec le Trio, n°2 op.35, un double trio).
- 1962, Fantasio grandioso, op.21b, pour orchestre (4.4.4.4 — 4.4.4.0 — hpe.pno.3 timb.5 perc.).
- 1962 A Cor et à Cri, op. 39, pour orchestre.
- 1962, Passe-temps, op.38, pour piano.
- 1962, Sonate, op.40, pour violoncelle et piano.
- 1963, Solfeggietto, op.36 n°3 pour violon.
- 1963, Cahier de violon, op.42: Cinq grandes pièces pour violon seul.
- 1963, Premier imaginaire, op.41 n°1 pour sept musiciens (vln, vlc., hpe, fl., cl., trp., trb.).
- 1963—1973, La vie du monde qui vient, op.11 ; Première Symphonie mystique en neuf parties.
- 1964, La musique d’Erich Zahn, pour orchestre, d’après H. P. Lovecraft.
- 1967, Deuxième imaginaire, op.41 n°2 pour sept cuivres (trp. picc., trp., bug. (ou cor), cor, trb. t6n., trb. b., tba cb.).
- 1967, Les Troyennes, pour orchestre, d ’après Jean-Paul Sartre
- 1968, Quatrième imaginaire, op.41 n°4 pour sept musiciens (orgue, trp., trp. b., trb., bug., cor, tba) [commande de l’ORTF].
- 1968, Solfeggietto, op.36 n°4 pour hautbois.
- 1968, Solfeggietto, op.36 n°5 pour clarinette.
- 1969, Trio à cordes, n°3 op.43, pour violon, alto, violoncelle, 16 min.
- 1969, Troisième imaginaire pour huit musiciens (2 a, vlc., cb., cl., cor, bn).
- 1971, Prière à la saint vierge, op.44 n°1 pour chœur.
- 1971, Les battements du cœur de Jésus, op.46, pour double chœur, trp, tb.
- 1972, Chapelet, op.44 n°2, pour chœur à 4 voix mixtes.
- 1972, Prière du seigneur, op.45 pour ch, tp, tb
- 1974, Sixième imaginaire, op.41 n°6, pour 11 inst. à cordes solistes.
- 1974, Fragment d’une ode à la faim, op. 47, pour 12 voix mixtes.
- 1975, Quatuor, op.48, pour v., al., vcl., perc.
- 1976, Solfeggietto, n°6 op. 36 pour guitare.
- 1976, Premier concert symphonique: Ivre-moi-Immobile, op.49 n°1 pour clarinette et orchestre.
- 1977, Poème de la félicité, op.50, pour 3 voix de femme, perc., guit.
- 1977, Timbres et postes, op.51 pour 6 perc.
- 1978, Sonate, op.52, pour clarinette et piano.
- 1979, Un coup de dés, , op.53, contre-sujet musical pour chœur symphonique,6 musicien et un ruban sonore.
- 1980, L’Habitant du Labyrinthe, op.54, pour 2 perc.
- 1980, Rêveries, op.55, Trio pour violon, clarinette en la piano.
- 1980, Solfeggietto, op.36 n°7, pour tuba contrebasse (ou tuba).
- 1981, Poèmes lents, op.57, Mélodies pour soprano colorature, soprano lyrique, basse & piano en trio vocal (ou solo, 2 instruments remplaçant ad lib. les 2 voix manquantes), poèmes d’André Brochu.
- 1981, Solfeggietto, op.36 n°8 pour saxophone.
- 1982, Solfeggietto, op.36 n°9 pour harpe.
- 1982, Solfeggietto, op.36 n°10 pour clavecin.
- 1982—1984, Dracoula, op.58, drame nocturne en deux actes pour six voix solistes & orchestre D’après une idée d’Alain Germain, livret de Viorel Stefan (commande d’État).
- 1984, Absence, orchestration pour soprano & ensemble instrumental: n°4 des «Nuits d'été» op.7 d’Hector Berlioz).
- 1984, Le livre du serviteur : deuxième Symphonie mystique, op. 59 pour baryton léger, trois chœurs, maîtrise d’enfants & orchestre (extraits des lettres de Saint Paul et de la prière de Saint François; traduction R.P. Michel Quesnel; Dans memoriam Charles Ravier (commande de Radio France).
- 1984, Solfeggietto, op.36 n°11, pour basson.
- 1984, Solfeggietto, op.36 n°12, pour percussions.
- 1984—1988, Haut les rêves, op.49 n°2, pour la violoniste Clara Bonaldi; Deuxième concert symphonique pour violon & orchestre de chambre [2 (I, II+picc.).2.1(I=cl. en la).1 — 2.0.0.0 — 7.0.2.2.1; commande des Affaires culturelles de Champagne-Ardenne pour le centenaire de Gaston Bachelard].
- 1985, Solfeggietto, op.36 n°13, pour violoncelle.
- 1986, Solfeggietto, op.36 n°14, pour trompette
- 1987, Quatuor à cordes, n°4 op.61, pour deux violons, alto, violoncelle (Commande du Festival de jazz «Banlieues Bleues»).
- 1987, Un moment de printemps, op.60, quintette pour flûte, clarinette, violon, violoncelle & piano (commande de l’ensemble instrumental de Ville-d’Avray).
- 1988, Rondes nocturnes, op.62, pour deux pianos.
- 1988, Solfeggietto, op.36 n°15, pour cor.
- 1989, Quatuor à cordes, n°5 op.63, pour deux violons, alto, violoncelle (Commande de Radio-France).
- 1990, Le Taille-Lyre, op. 64 n°1, pour sept instruments (fl., cl. sib, a., vlc., pno, trb., acc.).
- 1990—1991, Il suffit d’un peu d’air, op.65: Farce lyrique en quatre tableaux d’après la pièce de Renald Tremblay pour soprano lyrique, mezzo-soprano, ténor, baryton & orchestre (Commande du Nouvel Ensemble Moderne de Montréal).
- 1992, Trio à cordes, n°4 op.66.
- 1993—1996, Réverb’airs, op.68: Priamelnen nn°1 à 8 pour piano a quatre mains.
- 1994, Les retours du soir, op.70: quintette pour cloches & quatuor de timbales.
- 1994, Sonate, n°6 op.69, pour piano.
- 1995, Chanson d’Atanasio: pièce facile pour marimba.
- 1995, Chant du petit matin: pièce facile pour clarinette en si bémol.
- 1995, Quatuor, op.71, pour saxophones Bordeaux, 1998.
- 1995, Solfeggietto, op.36 n°16, pour marimba.
- 1995, Solfeggietto, op.36 n°17, pour accordéon.
- 1995, Solfeggietto, op.36 n°8, pour contrebasse.
- 1996, Battez sons pleins, op.73: quatuor pour glockenspiel.
- 1996, Refrains du petit ménestrel: pièce facile pour violon.
- 1999, Solfeggietto, op.36 n°19, pour alto (commande pour le concours du CNSMD de Paris, 1999).
- 1999—2000, Un délire de Dédales: Quatrième concert symphonique pour flûte & orchestre (commande de l’Orchestre Simon Bolivar, Caracas).
- 2000—2001, Au clair de la lune bleue, pour orchestre (commande de Radio France).
- sd., Joies, pour orgue (Extrait de «Troisième symphonie mystique» op.67).
- sd., Præludia à la troisième symphonie mystique, op.67 pour double quintette de cuivres & orgue.
- sd., Six petits préludes transfigurés, op.67, pour orgue (Extrait de «Troisième symphonie mystique», op.67).

Сольфеджиетто: Каталог
- 1961, Сольфеджиетто op. 36 n 1 для флейты
- 1961, Сольфеджиетто op. 36 n 2 для английского рожка
- 1963, Сольфеджиетто op. 36 n 3 для скрипки
- 1968, Сольфеджиетто op. 36 n 4 для гобоя
- 1968, Сольфеджиетто op. 36 n 5 для кларнета
- 1976, Сольфеджиетто op. 36 n 6 для гитары
- 1980, Сольфеджиетто op. 36 n 7 для контрабасовой тубы (или тубы)
- 1981, Сольфеджиетто op. 36 n 8 для альт-саксофона
- 1982, Сольфеджиетто op. 36 n 9 для арфы
- 1982, Сольфеджиетто op. 36 n 10 для клавесина
- 1984, Сольфеджиетто op. 36 n 11 для фагота
- 1984, Сольфеджиетто op. 36 n 12 для ударных
- 1985, Сольфеджиетто op. 36 n 13 для виолончели
- 1986, Сольфеджиетто op. 36 n 14 для трубы
- 1988, Сольфеджиетто op. 36 n 15 для рога
- 1995, Сольфеджиетто op. 36 n 16 для маримбы
- 1995, Сольфеджиетто op. 36 n 17 для аккордеона
- 1995, Сольфеджиетто op. 36 n 18 для контрабаса
- 1999, Сольфеджиетто op. 36 n 19 для альта (заказ, для конкурса Высшей национальной консерватории Парижа, 1999 г.)

Сочинения К. Баллифа публикуются следующими издательствами: Éditions musicales transatlantiques, Choudens (Wise Music classic), Durand-Salabert-Eschig и Bote & Bock (Boosey & Hawkes).

## Опубликованные работы (статьи, исследования, интервью)
- Aller aux sons d’une oreille active et nouvelle /Dans «Panorama» (36), 1971.
- Berlioz. «Solfèges», Seuil, Paris,1968.
- Doit-on se mettre en forme / Dans «Colloque Claude Ballif», Centre Sèvres, 1986.
- Du silence en forme de variations / Dans «Ex» (2), alinéa, Aix-en-Provence, 1983.
- Économie musicale. Souhaits entre symboles. Méridien Klincksieck, collection Musicologie dir. JF Kremer, Paris, 1988.
- Entretiens avec Marie-José Chauvin / Dans «Le Courrier musical de France» (41), Paris, 1973.
- Entretiens avec Maurice Pinson / Dans «La Grive» (154), Charleville-Mézières 1972.
- Fragments retrouves / Dans «La Revue musicale» (370—371), Richard Masse, Paris, 1984.
- Introduction a la metatonalite. Richard-Masse, Paris, 1956.
- L’Ars Nova en France et Guillaume de Machaut / Dans «Encyclopédie des musiques sacrées» (II), Labergie, Paris, 1968.
- La musique d’aujourd’hui : enquête menée par André Boucourechliev / Dans «La Revue musicale» (263), Richard Masse, Paris, 1968.
- La Musique et le Musicien / Dans «Panorama de l’art musical contemporain», 1963.
- La Renaissance de l’orgue de Bordeaux / Dans «La Petite Gironde», 1947.
- Les mouvements de l’azur mallarméen / Dans «Six musiciens en quête d’auteurs», propos recueillis par Alain Galliari, Pro Musica, 1991.
- Les Paradoxes du musicien. Dans «Silex» (17), Grenoble, 1980.
- Les Trois Russes, Wyschnegradski, Obouhov et Scriabine / Dans «La Revue musicale» (290—291, spécial), Richard Masse, Paris 1972.
- Lettres à Daniel Charles / Dans «Digraphe» (28), Maeght, Paris, 1982.
- Lettres à Dick Higgins / Dans «Revue d’esthétique» (n. 4), 1982.
- Points, mouvements / Dans «La Revue musicale» (263), Richard Masse, Paris, 1968.
- Propos de Claude Ballif recueillis par Bernard Bonaldi, Francis Bayer et Francis Pinguet / Dans «La Revue musicale», n° 370—371, Richard Masse, Paris, 1984.
- Voyage de mon oreille, Paris, Union générale d'éditions, «10/18» (n° 1351), 1979.

Большинство его сочинений переизданы в «Ecrits», vol. 1 (Introduction à la métatonalité, Economie musicale et autres textes) et vol. 2 (Voyage de mon oreille et autres textes), éd. Hermann, 2015.

## Дискография
— Solfegietto pour guitare op. 36 no 6 [avec des oeuvres pour guitare de Tristan Murail, Yoshihisa Taïra, Philippe Drogoz et Michèle Reverdy] Rafaël Andia (guitare) Label : Adda, 1990 [581283 — AD 184].
— Pièces détachées op. 6 [1] ; Bloc-Notes op. 37 [1] ; 5e Sonate pour piano op. 32 [1] ; Passe-Temps op. 38 no 1 [1] ; Sonate pour violon et piano op. 17 [2] ; Sonate pour violoncelle et piano op. 40 [3] Jean Martin (piano) [1] ; Clara Bonaldi (violon), Sylvaine Billier (piano) [2] ; Pierre Penassou (violoncelle), Jacqueline Robin (piano) [3] Label : Arion, 1991 [ARN 68177].
— À Cor et à cri [1] ; Quatuor à cordes no 3 [2] ; Concerto " Haut les rêves " [3] ; Sonate pour flûte et piano [4] Orchestre National, dir. : Lucas Vis [1] ; Quatuor Kronos [2] ; Clara Bonaldi (violon) et Nouvel Orchestre philharmonique, dir. : Michel Tabachnik [3] ; Pierre-Yves Artaud (flûte) et Christian Ivaldi (piano) [4] Label : Adda/MFA, 1991 [581283 — AD 184].
— Prière à la Sainte Vierge op. 44 [1], Chapelet op. 44 no 2 [1], Les Battements du coeur de Jésus op. 46 [1], Prière au Seigneur op. 45 [1], Fragment d’une ode à la faim op. 47 [2] Ensemble choral Arsène Muzerelle, dir. : Arsène Muzerelle [1] ; Un ensemble vocal de Radio France, dir. : Dominique Debart [2] Label : Arion, 1992 [ARN 68189].
— Cendres pour trois groupes de percussions op. 1 ; L’Habitant du labyrinthe op. 54 ; Timbres et postes, une symphonie pour six percussionnistes op. 51 Ensemble de percussions Rhizome (Olivier Fiard, Patrie Legeay, Didier Breton, Hedy Rejiba, Hugo Le Henan, Bruno Lemaître), dir. : Alexandre Damnjanovic Label : Arion, 1994 [ARN 68289].
— Le Taille-Lyre op. 64 no1 [avec la Symphonie op. 21 d’Anton Webern] Ensemble Intervalles, dir. : Joseph-François Kremer Label : Instant Présent, Lyon, 1994 [1010].
— Le Livre du Serviteur, deuxième Symphonie Mystique op. 59 pour baryton, trois choeurs, choeur d’enfants et orchestre André Cognet (baryton), Choeur et Maîtrise de Radio France, Michel Tranchant et Denis Dupays, chefs de choeur ; Orchestre philharmonique de Radio France, dir. : Bruno Ferrandis Label : Radio France/MFA, 1997 [MFA 216017/18], 2 CD.
— Airs comprimés op. 5 ; Bloc-Notes op. 37 ; Pièces détachées op. 6 ; Passe-temps no 1 à 6 op. 38 Philippe Keler (piano) Label : Grave, 1997 [GRCD 5].
— Solfeggietto pour violoncelle, op. 36 no13 [avec des oeuvres de Xenakis, Aperghis et Kagel] Christophe Roy (violoncelle) Label : Grave, 2000 [GRCD 16].
— Un Délire de dédales, quatrième Concert Symphonique op. 49 no 4 ; Sonate pour flûte et piano op. 23 ; Mouvements pour deux pour flûte et piano op. 27 ; Solfegietto pour flûte seule op. 36 no 1 ; Chant de l’innocent, pièce facile pour flûte seule José Garcia-Guerrero (flûte), Philippe Keler (piano), Orchestre Symphonique Simón Bolivar, dir. : Manuel Hernández Silva Label : Musique Média/Nocturne, 2002 [I S 204 — NT 100].
— Points-Mouvement [CD " 50 ans de musique électroacoustique au Groupe de Recherches Musicales, Paris 1948—1998 ", avec des oeuvres électroniques de Robert Cohen-Solal, François Donato, Pierre Schaeffer, François-Bernard Mâche et al.] Label : INA-GRM/Teatro Massimo Fondazione, 2001 [FTM 002 A-B].
— Points-Mouvement [CD " Archives GRM : Les visiteurs de l’aventure concrète ", avec des oeuvres électroniques de André Hodeir, Pierre Boulez, Jean Barraqué, Darius Milhaud, et al.] Label : INA-GRM, 2004 [276512].
— Solfeggietto pour violon, op. 36 no3 [avec des oeuvres de Luciano Berio, Édith Canat de Chizy et al.] Diego Tosi (violon) Label : Disques du Solstice, 2005 [SOCD 225].

## Премии
- Гран-при Парижа в области музыки (1980).
- Премия SACEM в области симфонической музыки (1986).
- Большая национальная музыкальная премия (1999).

## Награды
- Кавалер Ордена искусств и литературы (1984).
- Кавалер Национального ордена «За заслуги» (1996).

## Фильмография
Клод Баллифф. Фильм Жака Требуты, снятый для телесериала Пьера Возлинского «Человек и музыка», Париж, Архив INA, 1969 г.